# Софієвка (Пономарьовський район)
Софі́євка (рос. Софиевка) — село у складі Пономарьовського району Оренбурзької області, Росія.

## Населення
Населення — 1597 осіб (2010; 1739 у 2002).
Національний склад (станом на 2002 рік):
- росіяни — 95 %